# LTR反轉錄轉座子

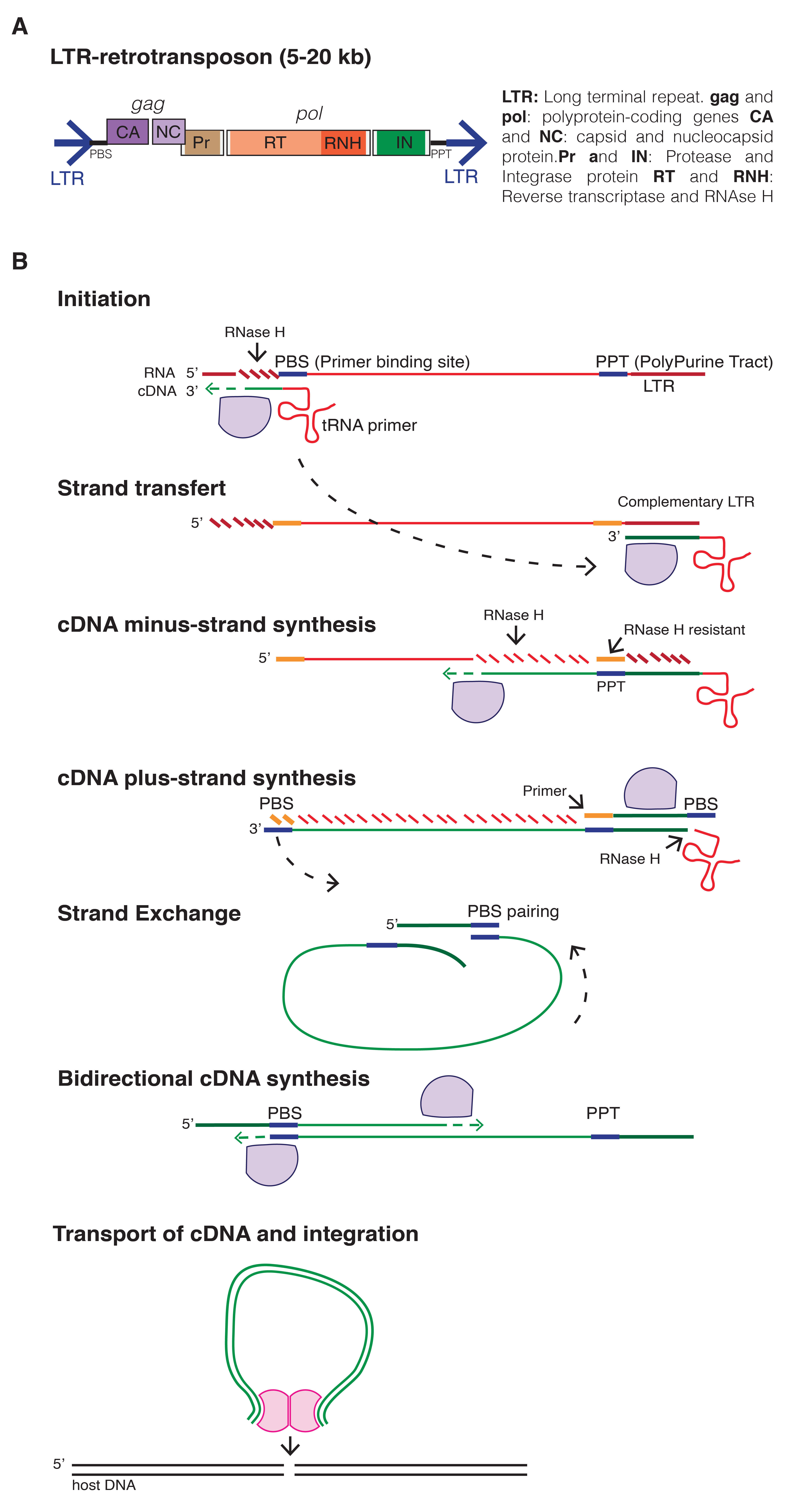
A:Ty3-gypsy类LTR反轉錄轉座子的基因组结构
B:胞质中，LTR反轉錄轉座子的複製機制。首先，宿主的tRNA引物结合到5'LTR下游紧挨着的引物结合位点（PBS）来启动逆转录，合成5'LTR的负义链cDNA后，RNA上的5'LTR被核糖核酸酶H（RNase H）降解。之后tRNA引物连同新合成的5'LTR的负义链cDNA转移到3'LTR处，作为引物启动整个负义链的合成。在负义链cDNA合成至PBS的同时，RNA上除了紧挨着3'LTR上游的多聚嘌呤带（PPT）有核糖核酸酶H抗性而不被降解以外，其余部分均被降解。此后PPT作为引物，诱导3'LTR和PBS的正义链cNDA合成。接下来负义链的PBS转过来与正义链的PBS形成互补配对，LTR的互补配对解开，并开始双链cNDA剩余部分的合成。最后合成的双链cNDA由整合酶转移到细胞核中，插入宿主DNA的某个位置

LTR反轉錄轉座子（LTR retrotransposon）是生物基因組中一類編碼區兩端具有長末端重複序列（LTR）的反轉錄轉座子，長度介於100bp至5kb之間，其mRNA可被反轉錄成DNA後再插入基因組中，作用機制類似反轉錄病毒（特別是反轉錄病毒目的病毒），但相較於反轉錄病毒可形成病毒顆粒離開細胞，LTR反轉錄轉座子僅能在原本的細胞中複製增殖。LTR反轉錄轉座子在植物基因組中占比很高，如小麥基因組有高達75%的序列為LTR反轉錄轉座子。
LTR反轉錄轉座子可依序列分為Ty1-copia類、Ty3-gypsy類與BEL-Pao類，分別與假病毒科、轉座病毒科和Belpaoviridae的反轉錄病毒相似，前兩者均存在於動物、植物、真菌與其他真核生物基因組中，後者則僅見於部分動物基因組。此類元件通常具有gag與pol兩基因，兩者均編碼多聚蛋白，轉譯後需經蛋白酶進一步切割，gag編碼的蛋白可在細胞中形成類病毒顆粒，pol則編碼蛋白酶、反轉錄酶、RNA酶H與整合酶，可在類病毒顆粒中將轉座子的mRNA反轉錄。LTR反轉錄轉座子由宿主細胞的RNA聚合酶Ⅱ轉錄，產生包含gag與pol的mRNA，有些轉座子的gag與pol融合成單一開放閱讀框，有些則在中間具有可致核糖體移碼的序列，因僅有部分核糖體轉譯完gag的序列後發生移碼而繼續轉譯pol的序列，生成的gag蛋白數量將多於pol蛋白，不過大部分LTR反轉錄轉座子已因累積大量突變而不能表現這些蛋白，因此失去轉位能力，可表現者通常也只在宿主發育的某些階段表現。
LTR反轉錄轉座子與脊椎動物的內源性反轉錄病毒（ERV）區別是後者具有編碼包膜蛋白（env）的基因，前者則無，但文獻中經常有混用的狀況，且許多內源性反轉錄病毒丟失了編碼蛋白的序列，有些LTR反轉錄轉座子新獲得類似env蛋白的序列，使兩者差異更趨模糊。LTR反轉錄轉座子獲得env基因後可能轉變為內源性反轉錄病毒，如黑腹果蠅的gypsy LTR反轉錄轉座子即多出了類似env、編碼膜蛋白的基因而具感染其他細胞的能力，成為一反轉錄病毒；反之內源性反轉錄病毒丟失env後也可能轉為LTR反轉錄轉座子。LTR反轉錄轉座子與內源性反轉錄病毒在人類細胞中大多不活躍表現，但皆可能影響宿主細胞的基因表現，調控異常時甚至可能激活免疫反應而造成自體免疫疾病。有些LTR反轉錄轉座子與內源性反轉錄病毒融入宿主基因組後漸演化出新功能，衍生成為宿主的新基因。
有些LTR反轉錄轉座子還具有編碼其他蛋白的開放閱讀框，其功能尚不清楚；有些LTR反轉錄轉座子則失去了編碼gag與pol蛋白的開放閱讀框，例如植物的微型末端重复反转录转座子（TRIM），需仰賴其他移動元件編碼的反轉錄酶等酵素才能複製增殖 。

## 註腳
1. ↑  有些文獻將人類基因組中的內源性反轉錄病毒（ERV）也稱為LTR反轉錄轉座子，此類序列在人類基因組與小鼠基因組中分別占了約8%與10%的序列[3][4]。